# Proentomum personatum
Proentomum personatum är en insektsart som beskrevs av André Badonnel 1949. Proentomum personatum ingår i släktet Proentomum och familjen fjällstövlöss. Inga underarter finns listade i Catalogue of Life.